# Primärtumor
Als Primärtumor (Primarius) bezeichnet man bei einem bösartigen, metastasierten Tumor die ursprüngliche Geschwulst, von der die Metastasen (Filiae) ausgegangen sind.
Bei manchen Krebsleiden machen sich zunächst die Metastasen durch Beschwerden bemerkbar. Sie haben einige Eigenschaften des Ursprungsgewebes in mehr oder minder großem Umfang behalten, z. B. die Expression bestimmter Proteine. Die Kenntnis der geweblichen Herkunft ist wichtig, um das Ansprechen der entarteten Zellen z. B. auf eine Chemotherapie oder eine Bestrahlung einzuschätzen. Der Zweck der Suche nach dem Primärtumor liegt somit in der Anpassung der Therapie und der Abschätzung der Prognose.
Krebserkrankungen, bei denen der Primärtumor – im Gegensatz zu den Metastasen – nicht mehr auffindbar ist, werden als CUP-Syndrom (cancer of unknown primary origin = ‚Krebs bei unbekanntem Primärtumor‘) bezeichnet.